# Partit Socialista Independent (Luxemburg)
El Partit Socialista Independent PSI (en luxemburguès: Parti socialiste indépendant) també conegut com a Llista Socialista Independent de Jean Gremling, va ser un partit polític a Luxemburg dels anys 1970 i 1980.

## Història
Es va formar el partit per disputar les eleccions legislatives luxemburgueses de 1979 per Jean Gremling. L'execució d'una campanya que va acusar al Partit Socialista Obrer Luxemburguès de comprometre el socialisme, només va aconseguir guanyar un escó, que va ocupar Gremling.
El partit va perdre el seu escó en les eleccions de 1984, i posteriorment va desaparèixer.